# Werner Herzog

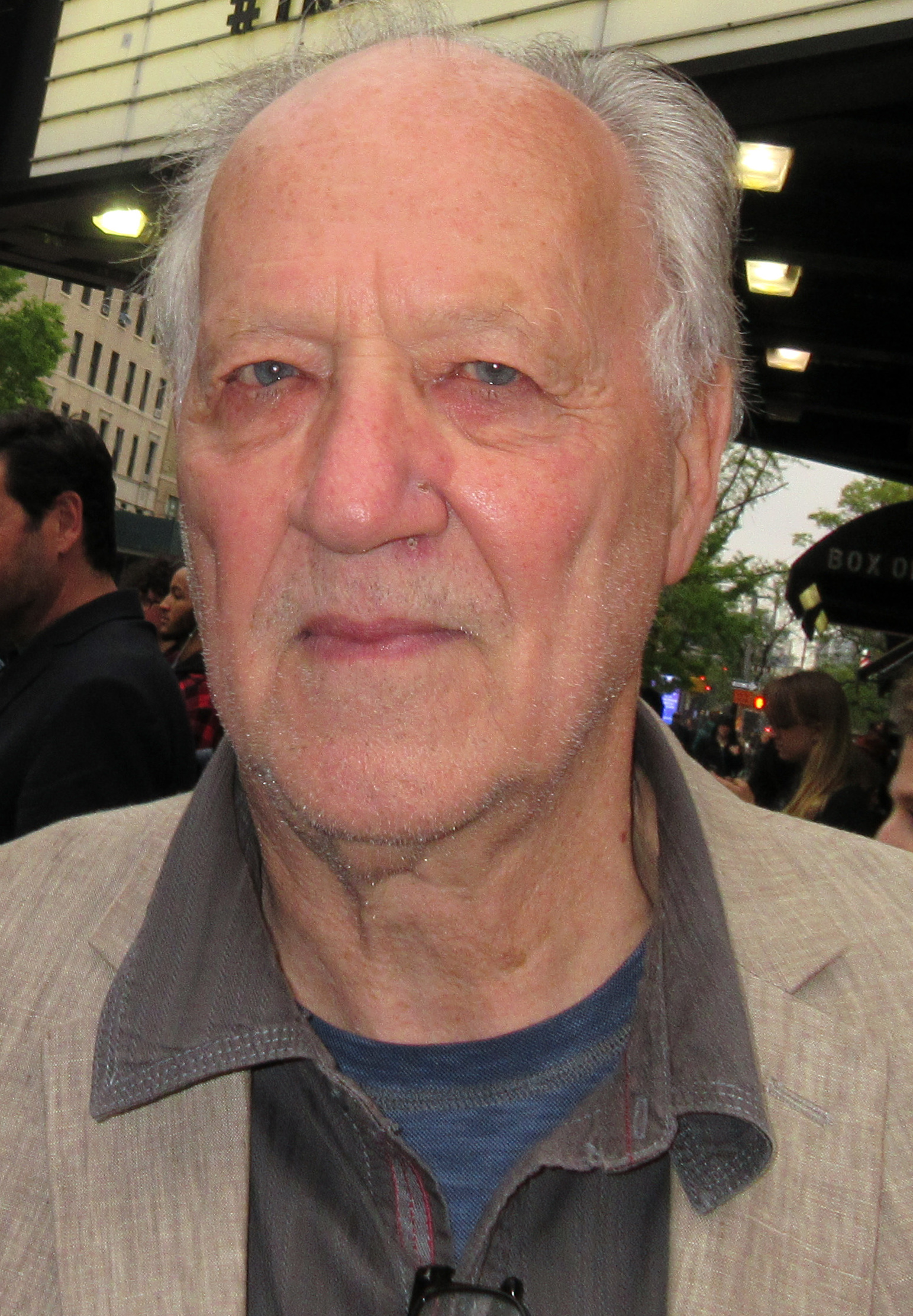
Werner Herzog (2019)

Werner Herzog (* 5. September 1942 in München als Werner Stipetić) ist ein deutscher Regisseur, Produzent, Schauspieler, Synchronsprecher und Schriftsteller. Er zählt zu den bedeutendsten Vertretern des internationalen Autorenfilms und des Neuen Deutschen Films. Die Zeitschrift Time zählte ihn im Jahr 2009 zu den 100 einflussreichsten Personen der Welt.

## Leben
Werner Herzog wurde als Sohn von Dietrich Herzog (1910–1989) und dessen aus einer kroatischen Offiziersfamilie stammenden Frau Elisabeth Herzog, geborene Stipetić (1912–1984), in München geboren. Sein Großvater väterlicherseits war der Philologe und Archäologe Rudolf Herzog, der Bekanntheit durch die Ausgrabung des Asklepieions auf der Insel Kos erlangte. Werner Herzog hat einen älteren Bruder Tilbert Herzog und einen jüngeren Halbbruder Hartwolf „Lucki“ Stipetić, der bis heute mit ihm als Produzent zusammenarbeitet, sowie eine jüngere Schwester Sigrid Herzog, die als Regisseurin tätig ist. Herzog wuchs bis zu seinem 11. Lebensjahr im oberbayerischen Dorf Sachrang unweit der Grenze zu Österreich auf, wohin die Familie vor den Bombenangriffen auf München geflohen war. Nach der Scheidung der Eltern zog er mit der Mutter nach München und besuchte dort ein humanistisches Gymnasium. Zeitweise lebte er mit seinem Vater und dessen zweiter Frau in Wüstenrot bei Heilbronn und besuchte das Heilbronner Theodor-Heuss-Gymnasium. Mit 14 Jahren konvertierte Herzog zum Katholizismus. 1956 trampte er durch Jugoslawien und Griechenland und arbeitete mit 17 Jahren einige Monate in Manchester.
Kurzzeitig bewohnte er mit seiner Familie in der Elisabethstraße in München eine Pension zusammen mit Klaus Kinski, der bereits zu dieser Zeit mit exzentrischen Allüren auffiel. Während der Gymnasialzeit arbeitete Herzog in Nachtschicht als Punktschweißer in einer Stahlfabrik. 1961 machte er am Maximiliansgymnasium in München das Abitur und studierte, neben seinen ersten Filmproduktionen, Geschichte, Literatur und Theaterwissenschaft an der Universität München. Werner Vordtriede war einer seiner Lehrer. Ein Fulbright-Stipendium, das er nach einer Woche abbrach, brachte ihn an das Filmseminar der Duquesne University nach Pittsburgh in den Vereinigten Staaten.
Im Jahr 1962 veröffentlichte Herzog, 19-jährig, seinen ersten Film, den zwölfminütigen Kurzfilm Herakles. 1963 gründete er seine eigene Produktionsfirma „Werner Herzog Filmproduktion“ in München. Seinen ersten abendfüllenden Spielfilm Lebenszeichen drehte Herzog im Alter von 24 Jahren. Für diesen Film erhielt er finanzielle Unterstützung vom Kuratorium junger deutscher Film. In der Kategorie „Bester erster Film“ wurde ihm dafür ein Deutscher Filmpreis verliehen; der Film erschien 1968.
Ende 1974 ging er in 22 Tagen zu Fuß von München nach Paris, um die kranke Filmkritikerin Lotte Eisner zu besuchen und sie damit – in seiner Sichtweise – zu retten; darüber schrieb er das Buch Vom Gehen im Eis und sprach auch das entsprechende Hörbuch ein.
Bei den Internationalen Filmfestspielen von Berlin 2010 bekleidete Herzog das Amt des Jurypräsidenten. 2012 wurde ihm das Bundesverdienstkreuz 1. Klasse verliehen.
Aus Herzogs erster Ehe entstammt der Sohn Rudolph Herzog, der ebenfalls als Regisseur, Drehbuchautor und Produzent tätig ist. Aus einer Beziehung mit der Schauspielerin Eva Mattes stammt die Schauspielerin Hanna Mattes, die als Stiftungsrätin der Werner Herzog Stiftung fungiert. Die zweite Ehe ging Herzog im Jahr 1987 ein, zwei Jahre später wurde der gemeinsame Sohn geboren.
1996 zog Herzog nach Los Angeles um. 1999 heiratete er die russisch-amerikanische Photographin Elena Pisetski.

## Werke

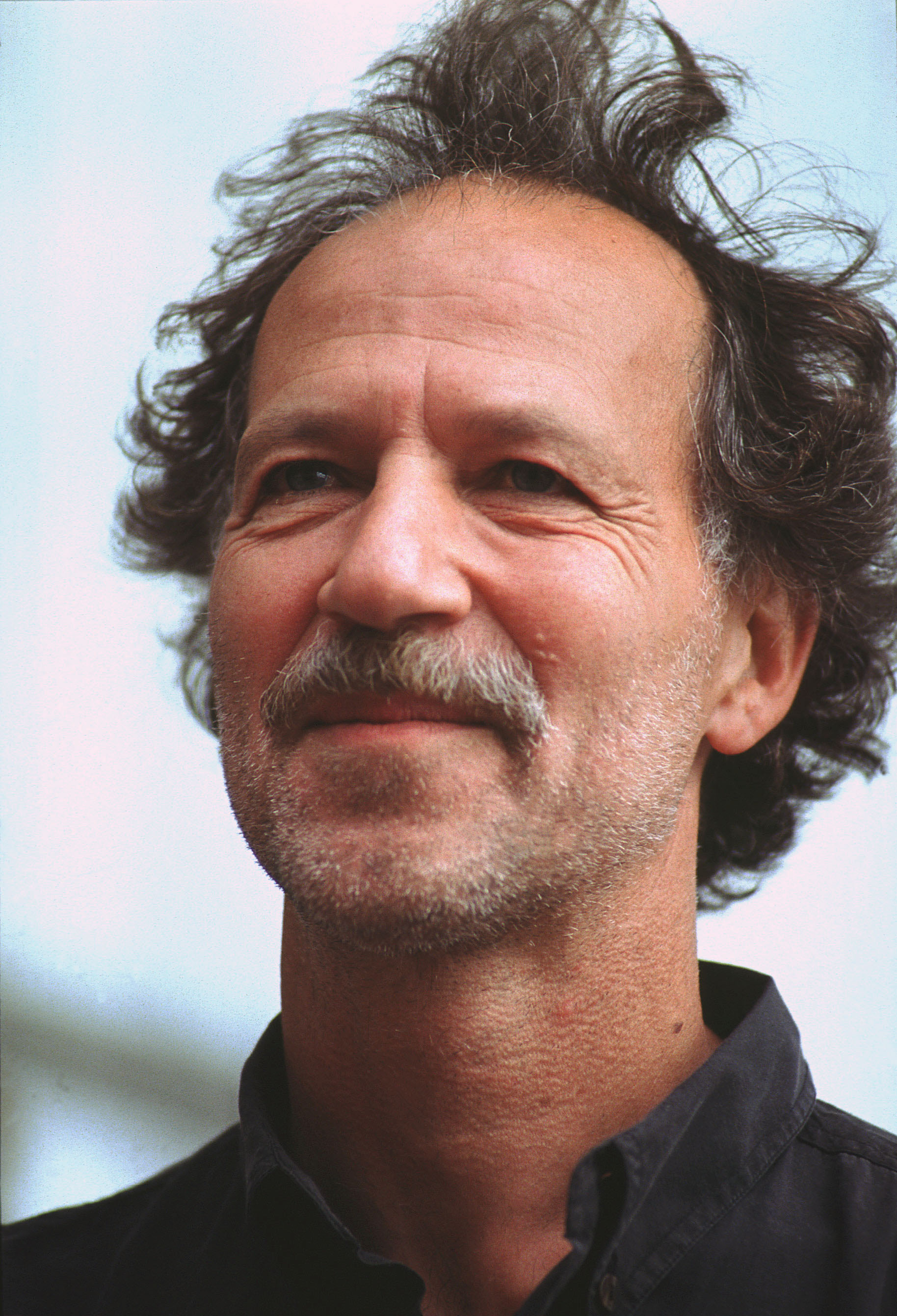
Werner Herzog (1991)

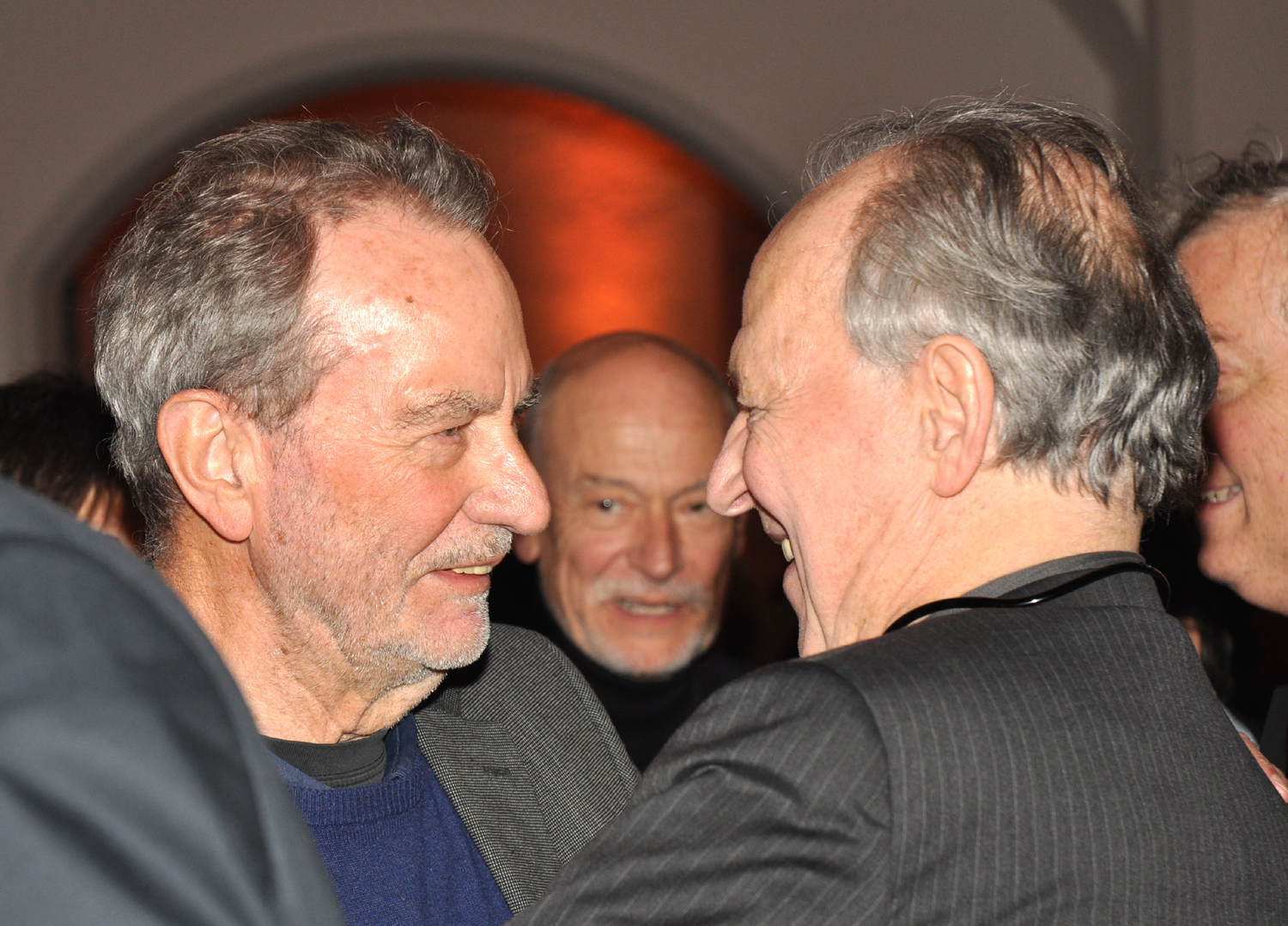
Werner Herzog mit seinem Laudator Edgar Reitz bei der Verleihung des Kulturellen Ehrenpreises der Stadt München, 2015

Viele seiner Filme drehte Werner Herzog auf Englisch. In fünf seiner bekanntesten Filme besetzte er die Hauptrolle mit Klaus Kinski. Über die oftmals schwierige Beziehung der beiden drehte er 1999 den Dokumentarfilm Mein liebster Feind.
Werner Herzogs Werk umfasst neben seinen Spielfilmen zahlreiche dokumentarische Arbeiten. Nach Cobra Verde (1987) drehte er nur noch wenige Spielfilme, aber zahlreiche Dokumentationen für Fernsehen und Kino. Auch in früheren Jahren drehte er regelmäßig Dokumentarfilme. Im vielleicht bemerkenswertesten davon, Gasherbrum – Der leuchtende Berg über eine Doppel-8000er-Besteigung von Reinhold Messner und Hans Kammerlander, findet Herzogs Verständnis vom Dokumentarfilm Ausdruck. Er verweigert sich dem Direct Cinema und der Einschätzung, dass Kameras Authentizität reproduzieren könnten. Vielmehr geht es in den dokumentarischen Arbeiten auch immer um die eigene Perspektive auf den Gegenstand, um Herzog selbst also. Dies geht so weit, dass er manchen dokumentierten Personen Wörter und Aussprüche in den Mund legt und die Arbeiten zudem stark ästhetisiert.
Im Rahmen der Arbeiten an seinem Film Aguirre, der Zorn Gottes hatte sich Herzog am 24. Dezember 1971 am Flughafen von Lima bemüht, für sich und sein Drehteam Plätze auf dem später verunglückten LANSA-Flug 508 zu bekommen, allerdings vergeblich. Nachdem am Vortag alle Flüge auf dieser Strecke wetterbedingt ausgefallen waren – auch er und sein Team waren ursprünglich für den 23. gebucht –, war der Flug am 24. ausgebucht, sodass er der Katastrophe entging. Jahrzehnte später drehte er nach persönlichen Gesprächen mit Juliane Koepcke, der einzigen Überlebenden dieses Fluges, seinen 2000 erschienenen Dokumentarfilm Julianes Sturz in den Dschungel über dieses Unglück und Koepckes Rettung.
Der Kurzfilm Werner Herzog Eats His Shoe dokumentiert Herzogs Einlösen einer Wette. Herzog ermutigte damit Errol Morris, seinen ersten Film Gates of Heaven tatsächlich fertigzustellen. Herzog kochte seine Schuhe und aß einen bis auf die Sohle auf. Regie führte Les Blank, der 1982 auch eine vielgerühmte Dokumentation über die beschwerlichen Dreharbeiten von Fitzcarraldo drehte (Die Last der Träume). Eine Version mit Jason Robards und Mick Jagger musste aufgrund einer Krankheit von Jason Robards und Auftrittsverpflichtungen von Mick Jagger 1981 halbgedreht aufgegeben werden, ehe eine neue Version mit Klaus Kinski fertiggestellt wurde.
Mitte der achtziger Jahre wandte er sich der Oper zu und debütierte 1985 mit der Inszenierung von Ferruccio Busonis Doktor Faust am Teatro Comunale in Bologna. Bekannt wurde er durch seine Aufführungen von Wagner, insbesondere Lohengrin bei den Bayreuther Festspielen im Jahr 1987 und Beethovens Fidelio an der Mailänder Scala.
Im Jahr 2009 erhielten Herzogs Spielfilme Bad Lieutenant – Cop ohne Gewissen und Ein fürsorglicher Sohn Einladungen in den Wettbewerb der 66. Filmfestspiele von Venedig. Damit ist Herzog der zweite Filmemacher, der mit zwei Werken um den Goldenen Löwen konkurrierte.
Am 18. September 2012 führte Herzog bei einem Konzert der amerikanischen Rockband The Killers in New York Regie. Das Konzert wurde live im Internet übertragen.
Auf der New Yorker Whitney Biennale 2012 führte Herzog die Videoinstallation Hearsay of the Soul (Hörensagen der Seele) auf. 2015 wurde die Arbeit im Rahmen einer Sonderausstellung in Köln gezeigt.
Herzog ist international für sein besonderes Englisch bekannt, das auf der einen Seite einen reichen Wortschatz und die Wahl bedeutungsschwerer Wörter aufweist, auf der anderen Seite aber einen harten, deutschen Akzent. Aufgrund dessen hatte er schon eine Vielzahl von Gastauftritten als Synchronsprecher für englischsprachige Produktionen. Den Simpsons lieh er im englischen Original dreimal seine Stimme: 2011 in der 15. Folge der 22. Staffel einem deutschen Pharmaunternehmer, der später als Augustus Glupsch identifiziert wird, 2019 in der 23. (und letzten) Folge der 30. Staffel sowie 2020 in der 15. Folge der 31. Staffel. Für das englische Original von Rick and Morty synchronisierte er 2015 in der 8. Folge der 2. Staffel einen Alien.
In der ersten Staffel der Star-Wars-Serie The Mandalorian für Disney+ übernahm Herzog die Rolle des „Auftraggebers“.
Im Jahr 2021 erschien Herzogs erster Roman Das Dämmern der Welt, der auf der wahren Geschichte des Onoda Hirō beruht, eines japanischen Soldaten, der auf einer Pazifik-Insel stationiert war und den Informationen über die Beendigung des Zweiten Weltkrieges misstraute. In der Folge versteckte er sich auf der Insel und lebte bis in die siebziger Jahre isoliert, da er Angst hatte, in Gefangenschaft zu geraten. Die Geschichte wurde noch im selben Jahr unter dem Titel Onoda, 10 000 nuits dans la jungle (deutsch Onoda – 10.000 Nächte im Dschungel) verfilmt.
Im Jahr 2022 legte Werner Herzog mit Jeder für sich und Gott gegen alle. Erinnerungen seine Memoiren vor. Im Band Die Zukunft der Wahrheit von 2024 fasst er die bekanntesten Beispiele erfundener Wahrheiten von der Antike bis zur Gegenwart zusammen und berichtet von seinen Begegnungen mit Wahrheiten auf dem Filmset.

## Werner Herzog Stiftung
Zweck der Werner Herzog Stiftung ist die Bewahrung, Pflege und Verbreitung des kulturellen Erbes der filmischen und literarischen Arbeiten Werner Herzogs für die Allgemeinheit im Interesse von Wissenschaft, Bildung, Kunst und Kultur.
Die Stiftung verleiht einmal jährlich in Kooperation mit dem Filmmuseum München und in deren Räumlichkeiten den Werner Herzog Filmpreis. Die Preisverleihung und das sie begleitende Symposion erfolgen mit Blick auf die Bewahrung, Pflege und Verbreitung des filmischen und literarischen Werks von Werner Herzog. Mit dem Filmpreis sollen insbesondere innovative Arbeiten von Filmemachern ausgezeichnet werden.
Der Werner Herzog Filmpreis ist mit 5000 Euro dotiert. Die Stiftung kann diese Dotation im Einzelfall erhöhen. Die Stiftung bestimmt durch Werner Herzog in Kooperation mit dem Filmmuseum München die Mitglieder der Jury sowie das Prozedere für die Auswahl der Preisträger und die Preisverleihung.
Der Preis kann an Spielfilme, Dokumentarfilme, an einen Filmemacher, Schauspieler oder an Personen jeder Nationalität vergeben werden, die mit Mut, Entschlossenheit und Visionen im und um den Film herum arbeiten. Es gibt keine Anmeldevorschriften und keinen Wettbewerb.

## Filmografie (Auswahl)

### Filme von Werner Herzog
- 1962: Herakles (Kurzfilm)
- 1964: Spiel im Sand (Kurzfilm)
- 1967: Die beispiellose Verteidigung der Festung Deutschkreutz (Kurzfilm)
- 1968: Lebenszeichen
- 1968: Letzte Worte (Kurzfilm)
- 1969: Die fliegenden Ärzte von Ostafrika (Dokumentarkurzfilm)
- 1969: Massnahmen gegen Fanatiker (Kurzfilm)
- 1970: Auch Zwerge haben klein angefangen
- 1971: Behinderte Zukunft (Dokumentarfernsehfilm)
- 1971: Land des Schweigens und der Dunkelheit (Dokumentarfilm)
- 1971: Fata Morgana (Dokumentarfilm)
- 1972: Aguirre, der Zorn Gottes
- 1974: Die große Ekstase des Bildschnitzers Steiner (Dokumentarkurzfilm)
- 1974: Jeder für sich und Gott gegen alle
- 1976: Herz aus Glas
- 1976: How much wood would a wood-chuck chuck... (Kurzfilm)
- 1976: Mit mir will niemand spielen (Kurzfilm)
- 1977: Stroszek
- 1977: La Soufrière – Warten auf eine unausweichliche Katastrophe (Dokumentarkurzfilm)
- 1979: Nosferatu – Phantom der Nacht
- 1979: Woyzeck
- 1980: Huie’s Predigt (Dokumentarfernsehfilm)
- 1981: Glaube und Währung (God’s Angry Man, Dokumentarfernsehfilm)
- 1982: Fitzcarraldo
- 1984: Ballade vom kleinen Soldaten (Dokumentarfernsehfilm)
- 1984: Wo die grünen Ameisen träumen (Where the Green Ants Dream)
- 1985: Gasherbrum – Der leuchtende Berg (Dokumentarfernsehfilm)
- 1987: Cobra Verde
- 1988: Les Français vus par (Misierie, Folge: Les Gaulois)
- 1990: Echos aus einem düsteren Reich (Dokumentarfilm)
- 1990: Wodaabe – Hirten der Sonne (Dokumentarfernsehfilm)
- 1991: Das exzentrische Privattheater des Maharadjah von Udaipur (Dokumentarfernsehfilm)
- 1991: Cerro Torre: Schrei aus Stein (Scream of Stone)
- 1992: Lektionen in Finsternis (Dokumentarfilm)
- 1993: Glocken aus der Tiefe (Bells from the Deep, Dokumentarfilm)
- 1994: Die Verwandlung der Welt in Musik (Dokumentarfernsehfilm)
- 1995: Gesualdo – Tod für fünf Stimmen (Dokumentarfernsehfilm)
- 1997: Flucht aus Laos (Little Dieter Needs to Fly, Dokumentarfilm)
- 1999: 2000 Jahre Christentum (Fernsehserie, Folge: Neue Welten)
- 1999: Mein liebster Feind (Dokumentarfilm)
- 2000: Julianes Sturz in den Dschungel (Wings of Hope)
- 2001: Invincible – Unbesiegbar (Invincible)
- 2001: Pilgrimage (Kurzfilm)
- 2002: Ten Minutes Older (Episodenfilm – Episode Ten Thousand Years Older, Kurzfilm)
- 2003: Rad der Zeit (Wheel of Time, Dokumentarfilm)
- 2004: The White Diamond
- 2005: Grizzly Man
- 2005: The Wild Blue Yonder
- 2006: Rescue Dawn
- 2007: Begegnungen am Ende der Welt (Encounters at the End of the World)
- 2009: Bad Lieutenant – Cop ohne Gewissen (The Bad Lieutenant: Port of Call New Orleans)
- 2009: Ein fürsorglicher Sohn (My Son, My Son, What Have Ye Done)
- 2010: Die Höhle der vergessenen Träume (Cave of Forgotten Dreams, 3-D-Dokumentarfilm)
- 2011: Happy People: Ein Jahr in der Taiga (Happy People: A Year in the Taiga, Dokumentarfilm)
- 2011: Tod in Texas (Into the Abyss)
- 2012–2013: Im Todestrakt (On Death Row, Fernsehserie)
- 2013: From One Second to the Next (Dokumentarkurzfilm)
- 2015: Königin der Wüste (Queen of the Desert)
- 2016: Wovon träumt das Internet? (Lo and Behold: Reveries of the Connected World, Dokumentarfilm)
- 2016: Salt and Fire
- 2016: In den Tiefen des Infernos (Into the Inferno, Dokumentarfilm)
- 2018: Gorbatschow – Eine Begegnung (Meeting Gorbachev, Dokumentarfilm)
- 2019: Family Romance, LLC
- 2019: Der Nomade – Auf den Spuren von Bruce Chatwin (Nomad: In the Footsteps of Bruce Chatwin, Dokumentarfilm)
- 2020: Fireball: Besuch aus fernen Welten (Fireball: Visitors from Darker Worlds, Dokumentarfilm)
- 2022: Die innere Glut – Requiem für Katia und Maurice Krafft (The Fire Within: A Requiem for Katia and Maurice Krafft, Dokumentarfilm)
- 2022: Theater of Thought (Dokumentarfilm)

### Filme mit Werner Herzog
- 1968: Lebenszeichen
- 1971: Geschichten vom Kübelkind
- 1976: Herz aus Glas
- 1979: Nosferatu – Phantom der Nacht
- 1983: Der Mann, der die Blumen liebte (Man of Flowers)
- 1984: Wo die grünen Ameisen träumen (Where the Green Ants Dream)
- 1986: Werner Herzog - Filmemacher
- 1989: Gekauftes Glück
- 1989: Es ist nicht leicht, ein Gott zu sein
- 1991: Cerro Torre: Schrei aus Stein (Scream of Stone)
- 1996: Brennendes Herz
- 1998: Hinter dem Horizont (What Dreams May Come)
- 1999: Julien Donkey-Boy
- 2001: Invincible – Unbesiegbar (Invincible, Stimme)
- 2004: Zwischenfall am Loch Ness (Incident at Loch Ness)
- 2007: Mister Lonely
- 2007: The Grand
- 2009: Plastic Bag (Kurzfilm, Stimme)
- 2012: Erdbeerland (Kurzfilm)
- 2012: Jack Reacher
- 2013: Wie der Wind sich hebt (風立ちぬ, Stimme)
- 2013: Die andere Heimat – Chronik einer Sehnsucht
- 2014: Lemonade War (Kurzfilm)
- 2014: Die Pinguine aus Madagascar (Penguins of Madagascar, Stimme)
- 2015: Freaks of Nature (Stimme)
- 2016: Salt and Fire
- 2022: Letzte Ausfahrt: Weltall (Last Exit: Space, Stimme)

### Serien mit Gast-Auftritt von Werner Herzog
- 2010: The Boondocks (Episode 3.01: It’s a Black President, Huey Freeman)
- 2011–2021: Die Simpsons (The Simpsons, Stimme, 4 Episoden)
- 2012: American Dad (Stimme, Episode 8.17: Ricky Spanish)
- 2012: Metalocalypse (9 Episoden, Stimme)
- 2015: Parks and Recreation (Episode 7.01)
- 2015: Rick and Morty (Stimme, Episode 2.08)
- 2019: The Mandalorian (Episoden 1.01, 1.03 und 1.07: der Auftraggeber)

### Filme über Werner Herzog
- 1978: Christian Weisenborn und Erwin Keusch – Was ich bin sind meine Filme
- 1980: Les Blank – Werner Herzog Eats His Shoe
- 1982: Les Blank – Burden of Dreams
- 1982: Nina Gladitz: Land der Bitterkeit und des Stolzes, Erstausstrahlung: 6. September 1982, WDR. Inhalt: Rekonstruktion der Vorgänge bei Vorbereitungen zum Dreh von Fitzcarraldo, bei denen es zu Gewalt gegenüber dem Stamm der Aguaruna gekommen sein soll.[20] Im Auftrag des WDR.
- 1987: Steff Gruber – Location Africa
- 1988: Peter Buchka – Bis ans Ende… und dann noch weiter. Die ekstatische Welt des Filmemachers Werner Herzog
- 2010: Christian Weissenborn - Was ich bin, sind meine Filme, Teil 2 – Nach 30 Jahren
- 2018: Herbert Golder - Ballad Of A Righteous Merchant
- 2022: Thomas von Steinaecker – Werner Herzog – Radical Dreamer

## Auszeichnungen
Adolf-Grimme-Preis

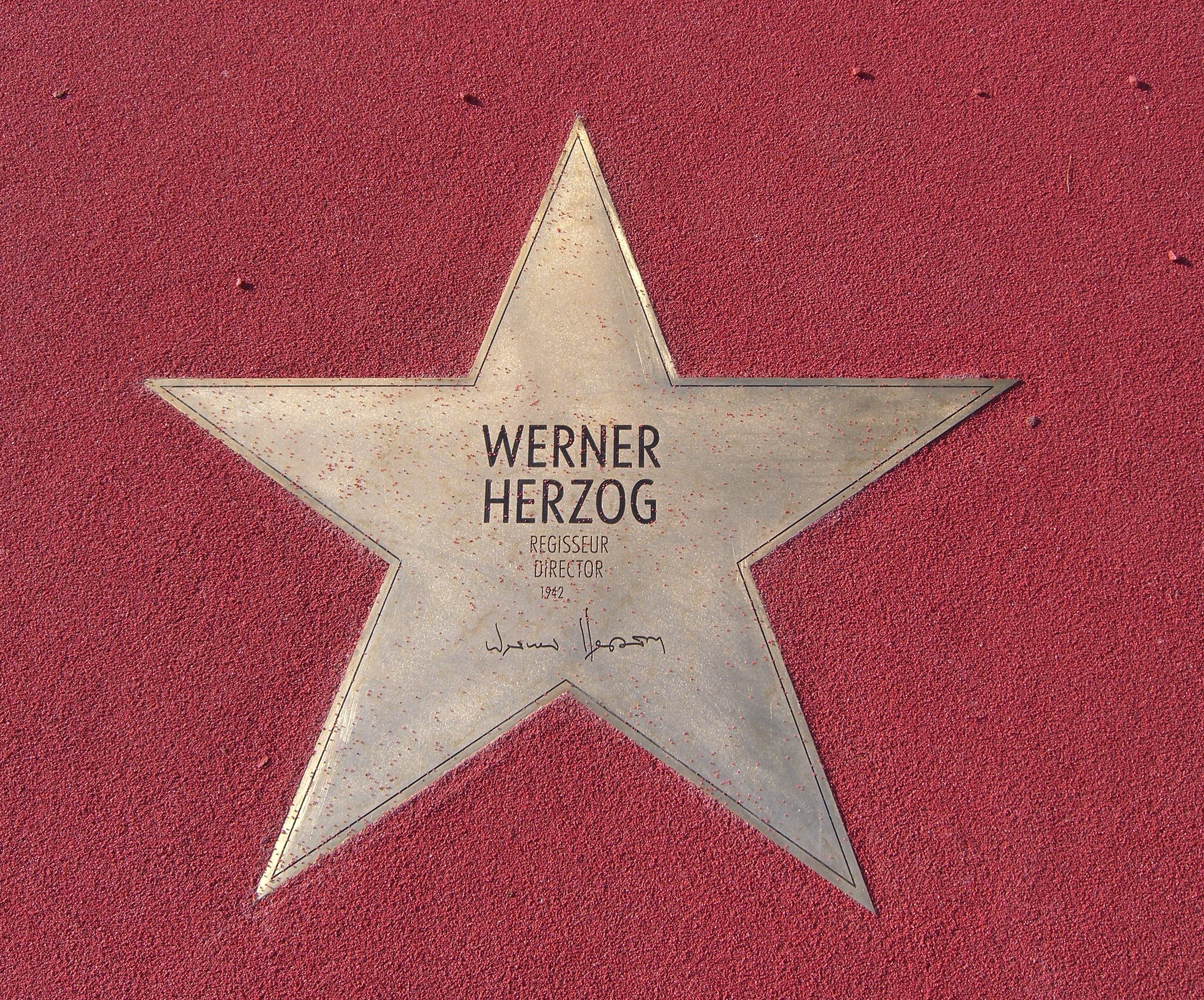
Stern von Werner Herzog auf dem Boulevard der Stars in Berlin

- 1976: Ehrende Anerkennung (für Die große Ekstase des Bildschnitzers Steiner – Skiflugschanze Planica)
- 1993: Adolf-Grimme-Preis mit Silber (für Lektionen in Finsternis)

Academy Awards
- 2009: Nominiert in der Kategorie Dokumentarfilm für Begegnungen am Ende der Welt

American Society of Cinematographers (ASC)
- 2020: Board of Governors Award[21][22]

Berlinale
- 1968: Silberner Bär und im Wettbewerb um den Goldenen Bären (für Lebenszeichen – Internationale Filmfestspiele Berlin 1968)
- 1979: Im Wettbewerb um den Goldenen Bären (für Nosferatu – Internationale Filmfestspiele Berlin 1979)

British Academy Film Award
- 1983: Nominiert für den BAFTA Award in der Kategorie Bester fremdsprachiger Film (für Fitzcarraldo)

BBC Four World Cinema Awards
- 2009: World Cinema Achievement Award

Bayerischer Filmpreis
- 1988: Produzentenpreis zusammen mit Lucki Stipetić (für Cobra Verde)
- 2017: Ehrenpreis[23]

Bayerischer Poetentaler
- 2000

Biberacher Filmfestspiele
- 2018: Ehrenbiber[24]

Boulevard der Stars
- 2010: Ehrung durch einen Stern auf dem Boulevard der Stars in Berlin

Cannes Film Festival
- Cannes 1975: FIPRESCI-Preis, Grand Prix der Jury, Preis der Ökumenischen Jury sowie im Wettbewerb um die Goldene Palme (für Jeder für sich und Gott gegen alle)
- Cannes 1979: Im Wettbewerb um die Goldene Palme (für Woyzeck)
- Cannes 1982: Preis für den besten Regisseur sowie im Wettbewerb um die Goldene Palme (für Fitzcarraldo)
- Cannes 1984: Im Wettbewerb um die Goldene Palme (für Wo die grünen Ameisen träumen)
- 2017: Carosse d’Or für sein Lebenswerk.

César
- 1976: Nominiert in der Kategorie Bester fremdsprachiger Film (für Aguirre, der Zorn Gottes)

Directors Guild of America
- 2006: Directors Guild of America Award (für Grizzly Man)

Emmy
- 1999: Nominiert für den Emmy Award in der Kategorie Outstanding Non-Fiction Special (für Little Dieter Needs To Fly)

Europäischer Filmpreis
- 1999: Nominiert in der Kategorie Bester Dokumentarfilm (für Mein liebster Feind – Klaus Kinski)
- 2019: Auszeichnung für das Lebenswerk[25]

International Documentary Film Festival Amsterdam
- 1997: Spezialpreis der Jury (für Little Dieter Needs To Fly)

Festival International de Programmes Audiovisuels, Biarritz
- 1999: Silberner FIPA-Preis (für Little Dieter Needs To Fly)

Krakowski Festiwal Filmowy
- 2002: Dragon of Dragons Ehrenpreis

Deutscher Filmpreis
- 1968: Filmband in Silber (für Lebenszeichen)
- 1975: Filmband in Silber (für Jeder für sich und Gott gegen alle)
- 1978: Filmband in Silber (für La Soufrière – Warten auf eine unausweichliche Katastrophe)
- 1984: Filmband in Gold (für Wo die grünen Ameisen träumen)
- 2013: Ehrenpreis für hervorragende Verdienste um den Deutschen Film

Gotham Award
- 2005: Nominiert in der Kategorie Bester Dokumentarfilm (für Grizzly Man)

Gilde-Filmpreis
- 1980: Gilde-Filmpreis in Silber in der Kategorie Deutscher Film (für Woyzeck)
- 1983: Gilde-Filmpreis in Gold in der Kategorie Deutscher Film (für Fitzcarraldo)

Internationale Hofer Filmtage
- 1993: Filmpreis der Stadt Hof

Independent Spirit Award
- 2006: Nominiert in der Kategorie Bester Dokumentarfilm (für Grizzly Man)

International Documentary Association
- 1998: IDA Award in der Kategorie Feature Documentaries (für Little Dieter Needs To Fly)

Las Vegas Film Critics Society Awards
- 2000: Nominiert für den Sierra Award in der Kategorie Bester Dokumentarfilm (für Little Dieter Needs To Fly)

Internationales Filmfestival von Locarno
- 2013: Ehrenleopard für sein Lebenswerk

Los Angeles Film Critics Association Award
- 2011: Bester Dokumentarfilm (für Die Höhle der vergessenen Träume 3D)

Internationales Filmfestival Mannheim-Heidelberg
- 1971: Interfilm-Preis (für Land des Schweigens und der Dunkelheit)

Melbourne International Film Festival
- 1993: Grand Prix (für Lektionen in Finsternis)

National Society of Film Critics
- 2012: Bester Dokumentarfilm (für Die Höhle der vergessenen Träume 3D)

New York Film Critics Circle Award
- 2011: Bester Dokumentarfilm (für Die Höhle der vergessenen Träume 3D)

San Francisco International Film Festival
- 1999: Golden Spire (für Little Dieter Needs To Fly)

Festival Internacional de Cine de San Sebastián
- 1982: OCIC-Preis (für Fitzcarraldo)

Sundance Film Festival
- 2005: Alfred P. Sloan Feature Film Prize und Nominierung für den Grand Jury Prize (für Grizzly Man)

São Paulo International Film Festival
- 1999: Publikumspreis (für Mein liebster Feind – Klaus Kinski)

Association Française de la Critique de Cinéma
- 1976: Kritikerpreis (für Aguirre, der Zorn Gottes)

Filmfestspiele von Venedig
- 1991: Im Wettbewerb um den Goldenen Löwen (für Cerro Torre: Schrei aus Stein)
- 2005: FIPRESCI-Preis (für The Wild Blue Yonder)
- 2025: Goldener Löwe als Ehrenpreis für ein Lebenswerk[26]

Verdienstorden der Bundesrepublik Deutschland
- 2012: Verdienstkreuz 1. Klasse

## Schriften
- Werner Herzog, Beat Presser: Werner Herzog. Jovis Verlag, Berlin 2003, ISBN 3-936314-31-4.
- Vom Gehen im Eis. S. Fischer Verlag|Fischer Taschenbuchverlag, Frankfurt am Main 2009, ISBN 978-3-596-18347-0.
- Die Eroberung des Nutzlosen. Hanser, München 2004, ISBN 978-3-596-18348-7.; auch: Fischer, Frankfurt 2009.
- Das Dämmern der Welt. Hanser, München 2021, ISBN 978-3-446-27076-3.[27]
- Jeder für sich und Gott gegen alle. Erinnerungen. Hanser, München 2022, ISBN 978-3-446-27399-3.
- Die Zukunft der Wahrheit. Hanser, München 2024, ISBN 978-3-446-27943-8.

### Übersichten
- Arthur Wohlgemuth: Werner Herzog – Regisseur. In: CineGraph – Lexikon zum deutschsprachigen Film, Lieferung 4, 1985.
- Kay Weniger: Das große Personenlexikon des Films. Die Schauspieler, Regisseure, Kameraleute, Produzenten, Komponisten, Drehbuchautoren, Filmarchitekten, Ausstatter, Kostümbildner, Cutter, Tontechniker, Maskenbildner und Special Effects Designer des 20. Jahrhunderts. Band 3: F – H. Barry Fitzgerald – Ernst Hofbauer. Schwarzkopf & Schwarzkopf, Berlin 2001, ISBN 3-89602-340-3, S. 656 ff
- Bernd Kiefer: [Artikel] Werner Herzog. In: Thomas Koebner (Hrsg.): Filmregisseure. Biographien, Werkbeschreibungen, Filmographien. 3., aktualisierte und erweiterte Auflage. Reclam, Stuttgart 2008 [1. Aufl. 1999], ISBN 978-3-15-010662-4, S. 316–321 [mit Literaturhinweisen].

### Biografie
- Moritz Holfelder: Werner Herzog. Die Biografie. Langen-Müller, München 2012, ISBN 978-3-7844-3303-5.

### Studien
- Hans Günther Pflaum (Hrsg.): Werner Herzog (Reihe Film 22). Hanser, München 1979, ISBN 9783446128712.
- Emmanuel Carrère: Werner Herzog. Edilig, Paris 1982, ISBN 2-85601-017-2.
- Timothy Corrigan (Hrsg.): The Films of Werner Herzog: Between Mirage and History. Methuen, New York 1986, ISBN 9780415726788.
- Chris Wahl (Hrsg.): Lektionen in Herzog. Neues über Deutschlands verlorenen Filmautor Werner Herzog und sein Werk. edition text+kritik, München 2011, ISBN 978-3-86916-118-1.
- Eric Ames: Ferocious Reality. Documentary according to Werner Herzog. University of Minnesota Press, Minnesota [u. a.] 2012.
- Brad Prager (Hrsg.): A Companion to Werner Herzog. Wiley-Blackwell, Chichester [u. a.] 2012, ISBN 978-1-4051-9440-2.
- Kristina Jaspers, Rüdiger Zill (Hrsg.): Werner Herzog – An den Grenzen. Bertz + Fischer, Berlin 2015, ISBN 978-3-86505-235-3.
- Josef Schnelle: Eine Welt ist nicht genug. Ein Reiseführer in das Werk von Werner Herzog. Schüren Verlag, Marburg 2021, ISBN 978-3-7410-0372-1.
- Kristina Jaspers, Rainer Rother (Hrsg.): Werner Herzog. Koenemann, Köln 2022, ISBN 978-3-7419-3629-6.
- Linus Wörffel: Mythomane Werner Herzog. Werk - Wirkung - Wechselspiele. transcript Verlag, Bielefeld 2024, ISBN 978-3-8376-7250-3.

### Filmmusik
- K. J. Donnelly: Angel of the air: Popol Vuh’s music and Werner Herzog films. In: Miguel Mera, David Burnand (Hrsg.): European Film Music, Ashgate Publishing, Farnham 2006, ISBN 978-0-7546-3658-8. (englisch)[28]

## Ausstellung
- Werner Herzog. Deutsche Kinemathek im Filmhaus am Potsdamer Platz. Vom 25. August 2022 bis 27. März 2023.

## Sonstiges
Get Well Soon haben auf ihrem Album „Vexations“ (2002) einen Track namens „Werner Herzog Gets Shot“. Der Musiker Will Oldham alias Bonnie „Prince“ Billy widmete Werner Herzog den Song „Werner‘s Last Blues To Blockbuster“ unter seinem Pseudonym „Palace“ auf der EP „Hope“ von 2012.